# Otto Rästas

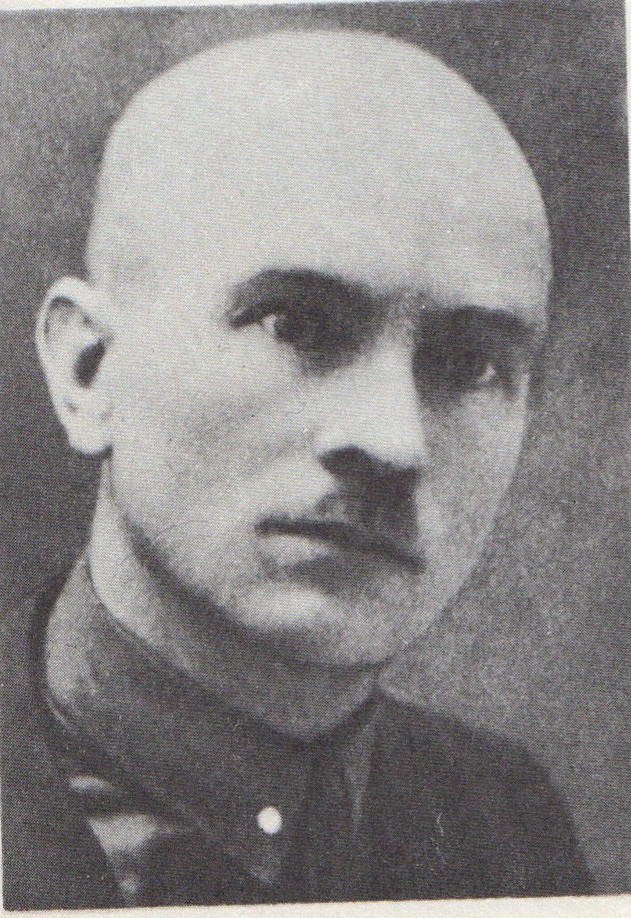
Otto Rästas (um 1930)

Otto Rästas (russisch Отто Юрьевич Рястас, Otto Jurewitsch Rjastas; * 21. Februarjul. / 5. März 1890greg. in Kehtna; † 27. Januar 1938 in Leningrad) war ein estnischer Revolutionär, Politiker sowie Funktionär der Komintern.

## Leben
Rästas, Sohn eines Bauern, war ab 1907 als Arbeiter in Reval tätig. 1912 schloss er sich der Sozialdemokratischen Arbeiterpartei Russlands (SDAPR) an. Von der Polizei verfolgte, übersiedelte er 1913 nach Narva, wo er in der Redaktion der Zeitung Kiir (dt. Strahl) arbeitete. Rästas wurde nach Jekaterinoslaw verbannt, anschließend nach Charkow und 1915 nach Zarizyn. Nach der Februarrevolution 1917 wurde Rästas Mitglied des ersten Exekutivkomitees des Sowjets von Zarizyn. Im Mai 1917 kehrte er nach Reval zurück, wo er an der Vorbereitung und dem Beginn der Oktoberrevolution  beteiligt war. 1919 war er Mitglied der Regierung der Estnischen Arbeiterkommune und dort zuständig für Soziales. Nach dem Zusammenbruch der Kommune arbeitete Rästas zwischen 1920 und 1924 im nunmehr unabhängigen Estland illegal für die Partei. Von 1920 bis 1938 war er Mitglied des ZK der KP Estlands. Zwischen 1924 und 1926 war Rästas Exekutivsekretär des Sekretariats der Kommunistischen Parteien des baltischen Länder beim Exekutivkomitee der Kommunistischen Internationale (EKKI). Ab 1924 war er Sekretär der estnischen Sektion der KPR(B) und ab 1928 zudem Sekretär der estnischen Sektion der Komintern. Ab 1935 war er verantwortlicher Redakteur der estnischsprachigen Zeitung Edasi (dt. Vorwärts) in Leningrad.
Rästas verfasste mehrere Schriften über die estnische Arbeiterbewegung.
Er wurde im Januar 1938 verhaftet und Opfer der Stalinschen Säuberungen.

## Werke
- Klassiwõitluse wäerinnalt : lühike ülewaade ametiühinglisest liikumisest. Külvaja, Leningrad 1931.
- Lühikene ülevaade ametiühingulisest liikumisest ja ülesannetest. Välismaatööliste Kirjastusühisus NSV Liidus, Moskau / Leningrad 1934.

## Ehrungen
- Nach Otto Rästas war (bis 1992) ein 1975 auf der Baltija-Werft in Klaipėda erbauter Trawler benannt[1].